# Smithfield (Kentucky)
Smithfield é uma cidade localizada no estado americano de Kentucky, no Condado de Henry.

## Demografia
Segundo o censo americano de 2000, a sua população era de 102 habitantes.
Em 2006, foi estimada uma população de 104, um aumento de 2 (2.0%).

## Geografia
De acordo com o United States Census Bureau tem uma área de
0,3 km², dos quais 0,3 km² cobertos por terra e 0,0 km² cobertos por água. Smithfield localiza-se a aproximadamente 267 m acima do nível do mar.

## Localidades na vizinhança
O diagrama seguinte representa as localidades num raio de 16 km ao redor de Smithfield.